# Emilian Bratu
Pour les articles homonymes, voir Bratu.
Emilian Bratu (8 août 1904 - 31 mars 1991) est un ingénieur chimiste roumain, fondateur de l’éducation en génie chimique en Roumanie. Avec le physico-chimiste autrichien Otto Redlich, il étudie la constante de dissociation de l’eau lourde,.

## Vie et travail
Il est né à Bucarest et a étudié à l'École nationale des ponts et chaussées, précurseure de l'Université Polytechnique de Bucarest. Il a ensuite fréquenté l'université technique de Vienne et s'est spécialisé en chimie physique et électrochimie. Là, il rencontra Otto Redlich avec qui il a étudié le propriétés de l'eau lourde entre 1932-1935.
De retour chez lui, il a enseigné un cours intitulé Procédés et dispositifs dans l'industrie chimique précurseur de des cours de génie chimique en Roumanie.